# Melanoplus rentzi
Melanoplus rentzi är en insektsart som beskrevs av Otte, D. 1995. Melanoplus rentzi ingår i släktet Melanoplus och familjen gräshoppor. Inga underarter finns listade i Catalogue of Life.